# Gerd Springorum
Gerd Springorum (ur. 5 listopada 1911 w Halberstadt, zm. 11 listopada 1995 w Bochum) – niemiecki polityk, menedżer i inżynier górnictwa, parlamentarzysta krajowy i europejski.

## Życiorys
Po ukończeniu szkoły średniej w 1930 do 1935 studiował inżynierię górnictwa na Uniwersytecie w Marburgu i Uniwersytecie Technicznym w Berlinie, działał w korporacji studenckiej Corps Teutonia zu Marburg. Pracował w urzędzie górniczym w Clausthal-Zellerfeld. W 1937 przyjęty do Narodowosocjalistycznej Niemieckiej Partii Robotników. Od 1942 do 1944 walczył w II wojnie światowej, dochodząc do stopnia oberlejtnanta. Po wojnie pracował jako sztygar i członek zarządu w kopalniach węgla w Bochum. Został dyrektorem ds. górniczych w Ruhrkohle AG.
W 1959 wstąpił do Unii Chrześcijańsko-Demokratycznej. W latach 1965–1976 zasiadał w Bundestagu, a od 1966 do 1977 był oddelegowany do Parlamentu Europejskiego.